# Pouan-les-Vallées

Pouan-les-Vallées este o comună în departamentul Aube din nord-estul Franței. În 1 ianuarie 2022 avea o populație de 503 de locuitori.